# Variationsbredd
Variationsbredd eller variationsvidd är inom statistik ett mått på skillnaden mellan det minsta och största värdet i ett givet material. Variationsbredden räknas ut genom att ta skillnaden mellan det största eller maximala och det minsta eller minimala värdet i en datatabell.
Exempel:
Vi har en tabell med värdena:
2, 2,
3, 5,
6, 6,
6, 7,
10, 13.
Max-värdet är 13.
Min-värdet är 2.
Variationsbredden är 13-2 alltså 11.
Variationsbredden ger en ungefärlig bild av variationens storlek. För närmare beräkningar bör man använda andra variationsmått eller spridningsmått.